# Andrej Medvedev
Andrej Olegovitsj Medvedev (Oekraïens: Андрій Олегович Медведєв) (Kiev, 31 augustus 1974) is een voormalig toptennisser uit Oekraïne. Hij bereikte in 1999 de finale van Roland Garros, waarin hij verloor van Andre Agassi.
Samen met zijn oudere zus Natalia stond hij in 1995 in de finale van de Hopman Cup. Zij verloren van het Duitse koppel Anke Huber en Boris Becker.

## Gewonnen toernooien
- 1997: Hamburg
- 1996: Long Island
- 1995: Hamburg
- 1994: Hamburg, Monte Carlo
- 1993: Estoril, Barcelona, New Heaven
- 1992: Genève, Stuttgart, Bordeaux

## Prestatietabel
| Legenda | Legenda                          |
| ------- | -------------------------------- |
| g.t.    | geen toernooi gehouden           |
| l.c.    | lagere categorie                 |
| –       | niet deelgenomen                 |
| G       | uitgeschakeld in de groepsfase   |
| 1R      | uitgeschakeld in de eerste ronde |
| 2R      | uitgeschakeld in de tweede ronde |
| 3R      | uitgeschakeld in de derde ronde  |
| 4R      | uitgeschakeld in de vierde ronde |
| KF      | uitgeschakeld in de kwartfinale  |
| HF      | uitgeschakeld in de halve finale |
| F       | de finale verloren               |
| W       | het toernooi gewonnen            |
| w-v     | winst/verlies-balans             |

Medvedev speelde op de grandslamtoernooien alleen in het enkelspel.
| Toernooi        | 1992 | 1993 | 1994 | 1995 | 1996 | 1997 | 1998 | 1999 | 2000 | 2001 |
| --------------- | ---- | ---- | ---- | ---- | ---- | ---- | ---- | ---- | ---- | ---- |
| Australian Open | –    | 3R   | –    | KF   | 2R   | 4R   | 2R   | 2R   | 1R   | 2R   |
| Roland Garros   | 4R   | HF   | KF   | 4R   | 2R   | 4R   | 1R   | F    | 4R   | 1R   |
| Wimbledon       | –    | 2R   | 4R   | 2R   | 1R   | 3R   | 2R   | 2R   | 1R   | 1R   |
| US Open         | –    | KF   | 2R   | 2R   | 4R   | 1R   | 2R   | 4R   | –    | –    |